# ノース・アバコ
ノース・アバコ（英語: North Abaco）はバハマの県である。県都はクーパーズ・タウン（Cooper's Town）。

## 隣接行政区画
- ホープ・タウン
- セントラル・アバコ
- イースト・グランド・バハマ
- グランド・キー

## 主な集落
- Wood Cay
- Crown Haven
- Cedar Harbour
- クーパーズ・タウン（英語版）
- Fire Road Village
- Black Wood Village
- New Plymouth
- Treasure Cay
- Murphy Town
- Dundas Town

## 交通
- トレジャー・キー空港（英語版）